# ساندر
ساندر (بالبرتغالية: Sander Henrique Bortolotto) هو لاعب كرة قدم برازيلي في مركز الدفاع، ولد في 3 أكتوبر 1990 في Corumbá de Goiás ‏ في البرازيل. لعب مع FC Concordia Basel ‏.

## وصلات خارجية
- ساندر على موقع قاعدة بيانات كرة القدم.إي يو (الإنجليزية)
- ساندر على موقع Soccerway.com (الإنجليزية)